# Christian Winzer
Christian Winzer est un joueur allemand de tennis de la fin du XIXe siècle.

## Carrière
Championnat de France international (devenu aujourd'hui le tournoi de Roland-Garros) :
- Vainqueur en double en 1895 avec André Vacherot
- Demi-finaliste en simple en 1895

- Vainqueur au Championnat International d'Allemagne à Hambourg en 1893 et finaliste en 1895 et 1896[1]

## Palmarès

### Titre en simple messieurs
| No | Date | Nom et lieu du tournoi                       | Catégorie | Surface      | Finaliste    | Score              |  |
| -- | ---- | -------------------------------------------- | --------- | ------------ | ------------ | ------------------ |  |
| 1  | 1893 | German International Championships, Hambourg |           | Terre (ext.) | Walter Bonne | 6-4, 6-0, 3-6, 6-3 |  |

### Finales en simple messieurs
| No | Date | Nom et lieu du tournoi                       | Catégorie | Surface      | Vainqueur           | Score          |  |
| -- | ---- | -------------------------------------------- | --------- | ------------ | ------------------- | -------------- |  |
| 1  | 1894 | German International Championships, Hambourg |           | Terre (ext.) | Victor Voss Schönau | 6-1, 6-4, 11-9 |  |
| 2  | 1895 | German International Championships, Hambourg |           | NC           | Victor Voss Schönau | 6-2, 6-1, 6-2  |  |

### Titre en double messieurs
| No | Date | Nom et lieu du tournoi      | Catégorie | Surface      | Partenaire     | Finalistes                 | Score    |  |
| -- | ---- | --------------------------- | --------- | ------------ | -------------- | -------------------------- | -------- |  |
| 1  | 1895 | Championnat de France Paris | G. Chelem | Terre (ext.) | André Vacherot | Paul Lebreton Paul Lecaron | 6-2, 6-1 |  |